# سینتیا آدای-رابینسون
سینتیا آدای-رابینسون (به انگلیسی: Cynthia Addai-Robinson) (زاده ۱۲ ژانویهٔ ۱۹۸۰) بازیگر انگلیسی-آمریکایی است.
از کارهای معروف او می‌توان به بازی در فیلم‌های حسابدار و حسابدار ۲ اشاره کرد.

## فیلم‌شناسی
فهرست برخی از فیلم‌هایی که سینتیا آدای-رابینسون در آن‌ها به ایفای نقش پرداخته‌است:
- کلمبیانا (۲۰۱۱)
- پیشتازان فضا به‌سوی تاریکی (۲۰۱۳)
- حسابدار (۲۰۱۶)
- افرادی که در مراسم عروسی از آنها متنفریم (۲۰۲۲)
- حسابدار ۲ (۲۰۲۵)
- اسپارتاکوس (مجموعه تلویزیونی)